# 国立学園小学校
国立学園小学校（くにたちがくえんしょうがっこう）は、東京都国立市にある私立小学校。

## 沿革
- 1926年（大正15年）4月 - 国立学園小学校開校。
- 1951年（昭和26年）3月 - 学校法人国立学園として認可される。
- 1954年（昭和29年）4月 - 国立学園附属かたばみ幼稚園開園。

## 学校行事
運動会
1999年以前は体育の日に行われていた。2000年（平成12年）以降は体育の日の前日の日曜日に行われている。
しらかば祭
毎年2月に2日間にかけて行われる学習発表の場。学年ごとに行う合唱、楽器演奏、朗読、演劇等の舞台発表や、各教科による展示などがある。1日目は児童・教職員にしか公開されず、一般の客や保護者にも公開されるのは2日目のみとなっている。
校外学習
春、秋には複数学年合同による日帰りの校外学習（遠足）を実施。5月には4・5年生対象の2泊3日の高原学校、夏休みには3年生を対象とした校内1日宿泊のサマースクール、6年生による3泊4日の修学旅行を実施している。活動単位を班とし、活動内容の多くを子どもたちの裁量に任せているのが特徴。

## 校歌
- 作詞: 中村為治
- 作曲: 加藤為三郎

## 所在地
- 住所　東京都国立市中2丁目6番地

## 出身者
- 嵐山光三郎（27期） - 作家
- 白井克彦（25期） - 第15代早稲田大学総長
- 服部克久（22期） - 作曲家
- 堤清二（12期） - 作家・元セゾングループ代表・国立学園小学校の理事長を62年に渡り勤める。学園創立者の子。
- 田川雄理 - ミュージカル俳優
- 三浦祐太朗 - 歌手
- 三浦貴大 - 俳優
- 武藤友木子（60期） - 元Uber Eats日本代表、マッキンゼー・アンド・カンパニーパートナー
- 金子俊平 - 自由民主党所属の衆議院議員、 財務大臣政務官